# Dinitrosopentaméthylènetétramine
La dinitrosopentaméthylènetétramine est un composé bicyclique di-nitrosaminé de formule chimique (CH2)5N4(NO)2. C'est une substance utilisée dans l'industrie comme agent gonflant chimique, notamment dans des formulations de polymères ou d'élastomères. Sa température de décomposition vaut environ 192 °C. Le principal gaz de décomposition est l'azote.
Le DNPT est préparé par la nitrosation de l'hexaméthylènetétramine. La production des États-Unis est estimée à 2 270 kg en 1977 et 1979.